# Черепахи в китайской мифологии

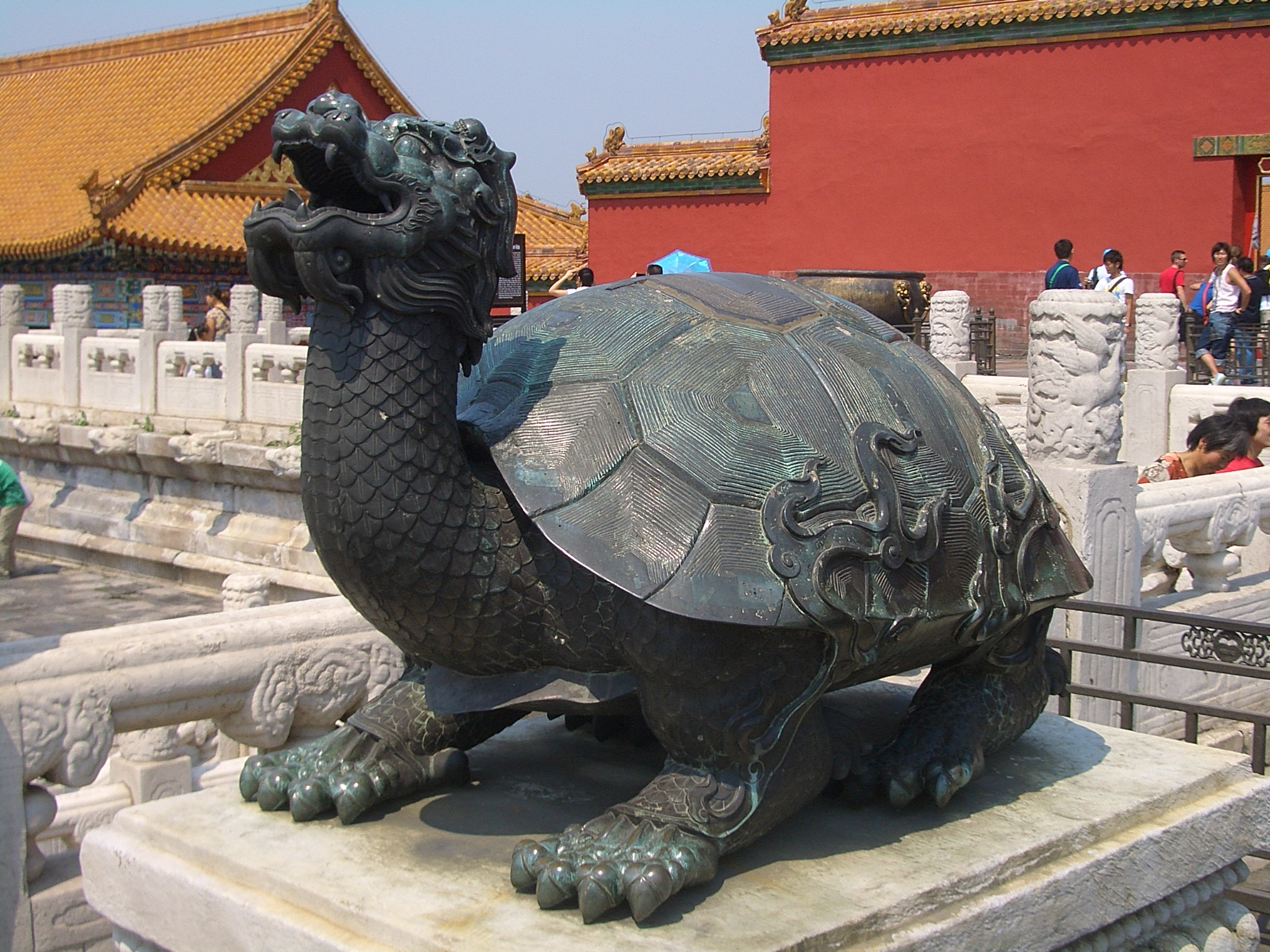
Статуя черепахи в Запретном городе — одна из самых знаменитых черепах Китая

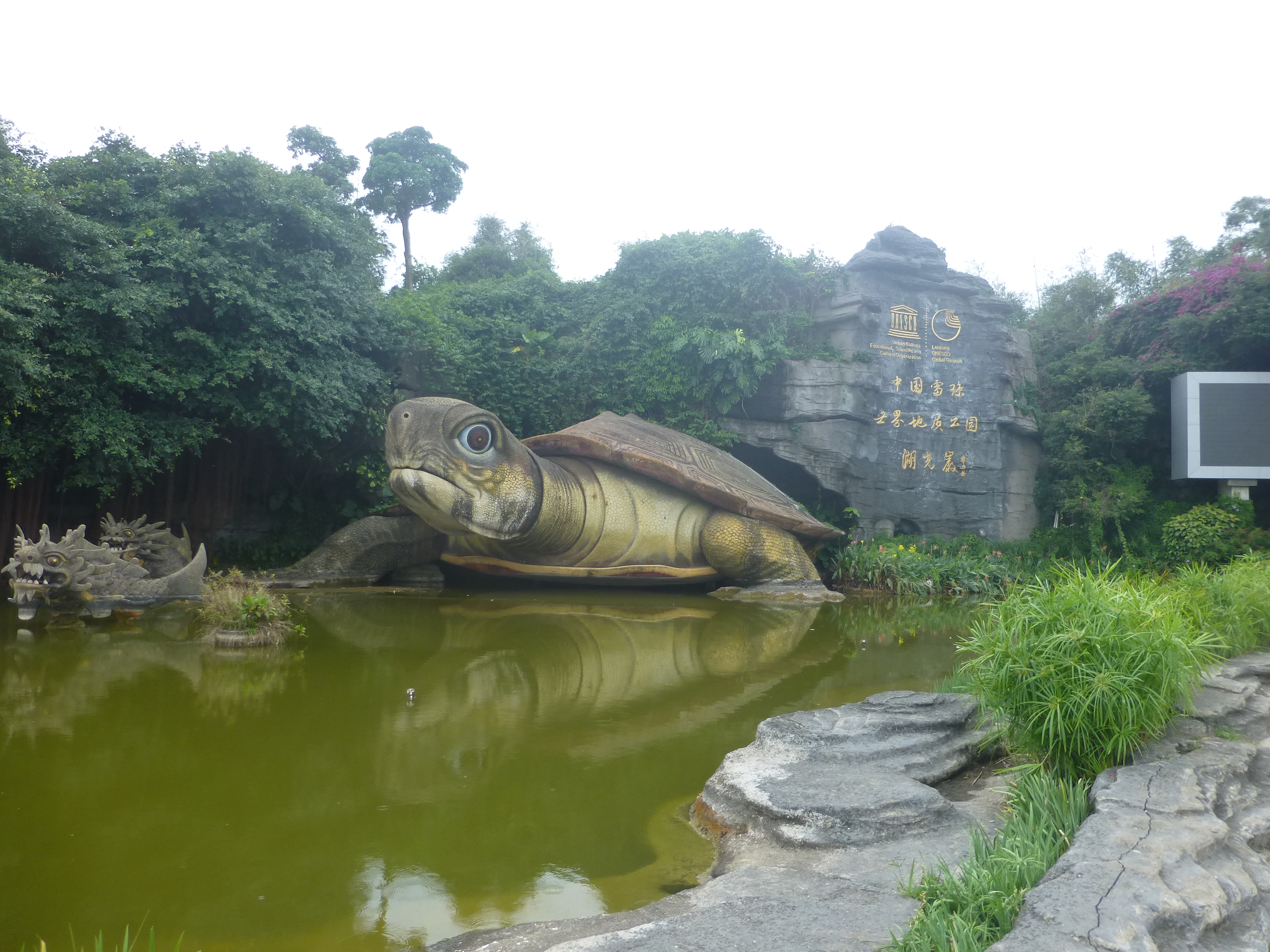
«Рыбы-драконы и волшебная черепаха» (龙鱼神龟, Лун-юй шэнь-гуй), монументальный комплекс в городе Чжаньцзян (провинция Гуандун)

Черепаха (кит. трад. 龜, упр. 龟, пиньинь guī, палл. гӯй) в разнообразных проявлениях занимает немаловажное место в китайской мифологии. Её образ отражен в нескольких традиционных мотивах китайского искусства, включая «чёрную черепаху севера» Сюаньу, черепаху-носителя текста биси, и «драконочерепаху», популярную в качестве фэншуйного украшения.
Китайский народ был давно знаком с черепахами. Мясо многих видов черепах считается деликатесом; их пластроны (нижние створки панциря) широко используются в традиционной китайской медицине; и даже древнейшим памятникам китайской письменности мы обязаны старинному обычаю гадания на черепахах.

## Черепаха как модель мироздания

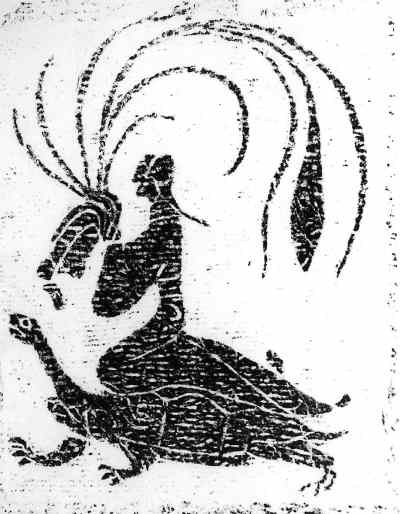
Бессмертный едет на черепахе. Рельеф ханьской эпохи

По мнению многих исследователей, черепаха с её куполообразным карапаксом (верхним щитом панциря) и плоским пластроном (нижним щитом) напоминает древний китайский образ мироздания — круглое небо и плоская квадратная земля (天圆地方, Tiān yuán dì fāng).
Одним из аргументов, приводимых сторонниками этой гипотезы (Сара Аллан, Лю Фэнцзюнь, и др.) является их интерпретация узоров на черепахах, изображённых на шанских бронзовых сосудах и
на черепаховидных статуэтках с эпитафиями (мучжи) в гробницах середины 1-го тыс. н. э. как имеющую космическую символику.
Исследователь древнекитайской мифологии Сара Аллан предположила даже, на основе анализа археологических данных, гадательных надписей на черепашьих пластронах, и более поздних текстов, что в шанской космологии земля была не просто квадратной, а скорее крестообразной (в форме иероглифа 亞), состоящей из пяти квадратов (областей): центра (ср. китайское название Китая — «Чжунго» (中国), то есть «серединное государство») и четырёх краёв (四方) — сторон света. Если эта гипотеза справедлива, форма земли ещё более уподобляется пластрону черепахи (более или менее прямоугольному, с «вырезами» для ног по углам).

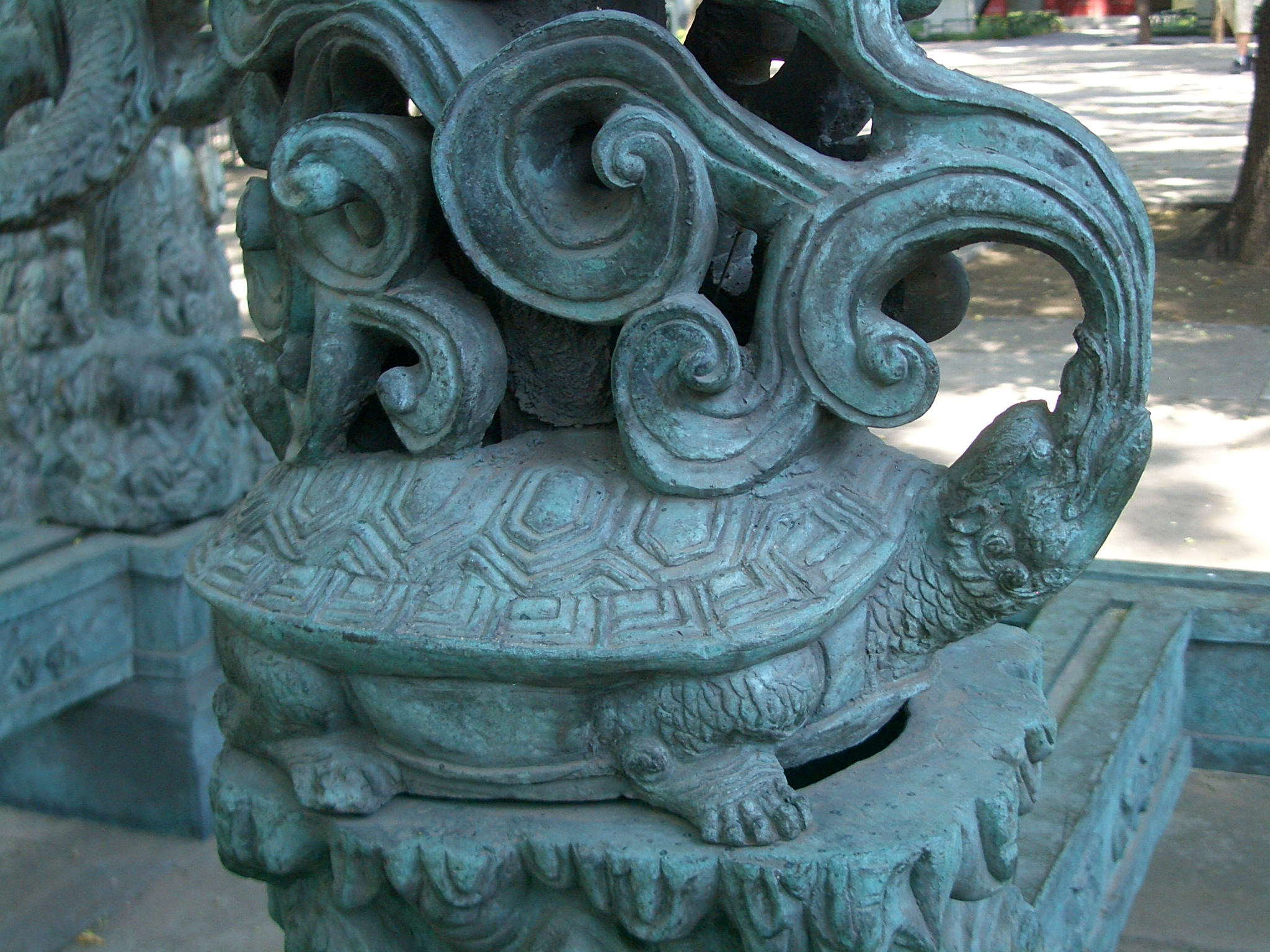
Черепаха, поддерживающая армиллярную сферу (модель небесной сферы) (1439) в пекинской обсерватории минской эры — мотив, возможно навеянный легендами о черепахе ао.

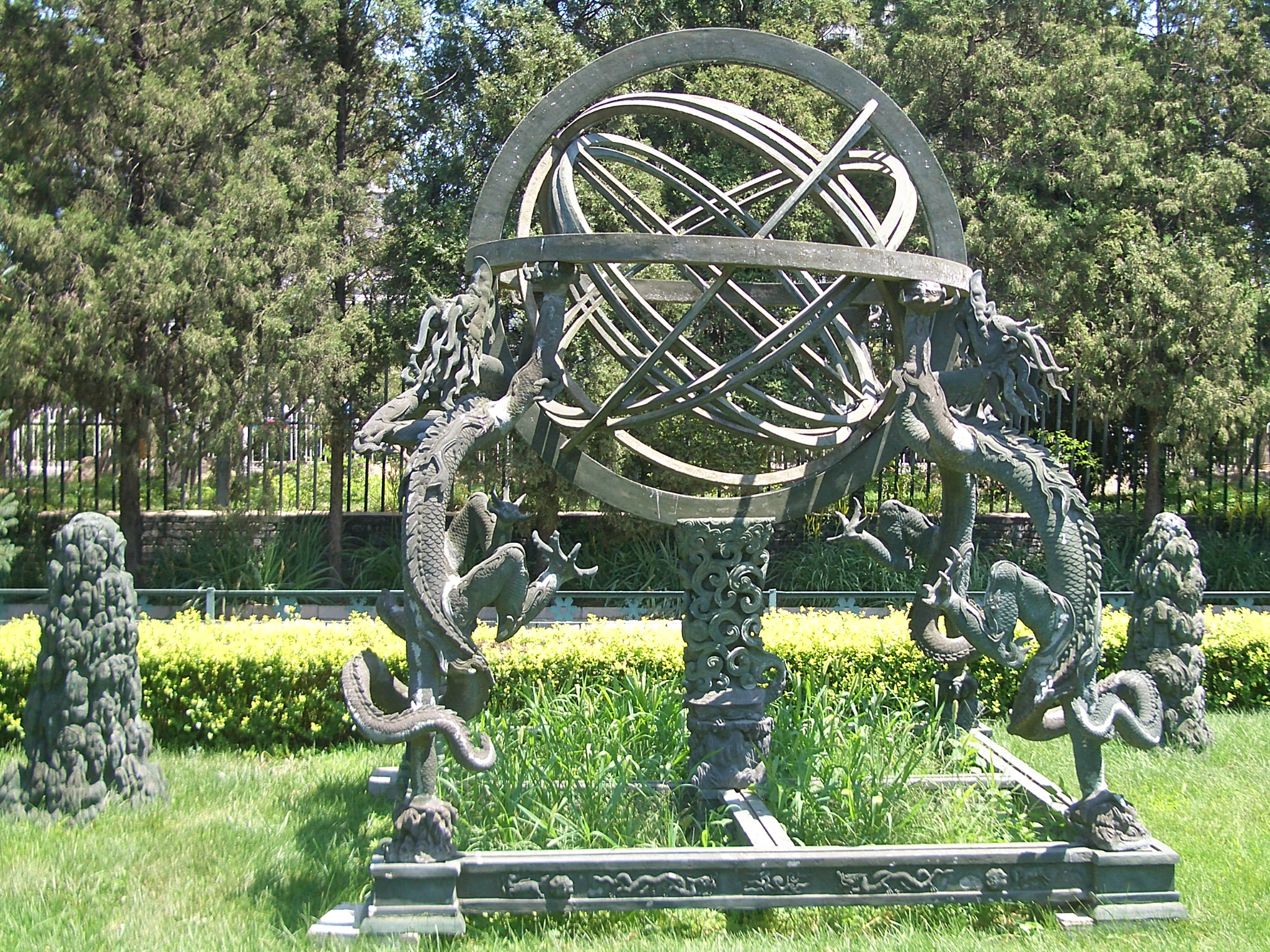
Армиллярная сфера (модель небесной сферы) (1439) в пекинской обсерватории минской эры

Поэтому не удивительно, что как и у некоторых других народов, черепаха появляется уже в древних китайских мифах, связанных с сотворением (или, скорее, капитальным ремонтом) мира.
По распространённой легенде, существующей в ряде вариантов (например, записанный в сборнике «Хуайнань-цзы» 139 г. до н. э. или в сборнике «Луньхэн» (論衡) ок. 80 г н. э.), или в более поздней книге Ле-цзы), когда боги во время битвы сломали четыре опоры, на которых держится небо, и небесный огонь и потоп могли уничтожить всё живое, богиня Нюйва спасла Землю следующим образом. Она собрала камни пяти разных цветов, расплавила их и залатала дыры в небосводе, через которые на землю изливались вода и огонь. Затем она обрубила ноги гигантской черепахе «ао», и поставив их по углам земли, подперла ими небосвод.
Таким образом, как замечает Лайонел Джайлз (Lionel Giles), «китайский Атлант был гигантской морской черепахой».
Согласно Ле-цзы, не только Нюйва ловила черепаху ао. Верховное Божество велело морскому богу Юйцяну (кит. трад. 禺彊, упр. 禺强, пиньинь Yuqiang) послать пятнадцать черепах ао, чтобы посменно поддерживать своими головами и удерживать на месте пять гор, плавающих в океане, на которых жили бессмертные. Но великан из страны Лунбо (кит. трад. 龍伯之國, упр. 龙伯之国, пиньинь Lóng Bó zhī Guó, буквально: «Страна Князя Дракона») изловил шестерых из них, и снёс их домой, погадать. В результате две горы — Дайюй (岱輿) и Юаньцзяо (員嶠) — уплыли на север и утонули. Другие же три горы-острова остались на плаву, поддерживаемые оставшимися черепахами. А в наказание за нанесённый великаном ущерб, Бог изрядно уменьшил в размере и саму страну Лунбо, и её обитателей.

## Юй великий и черепахи

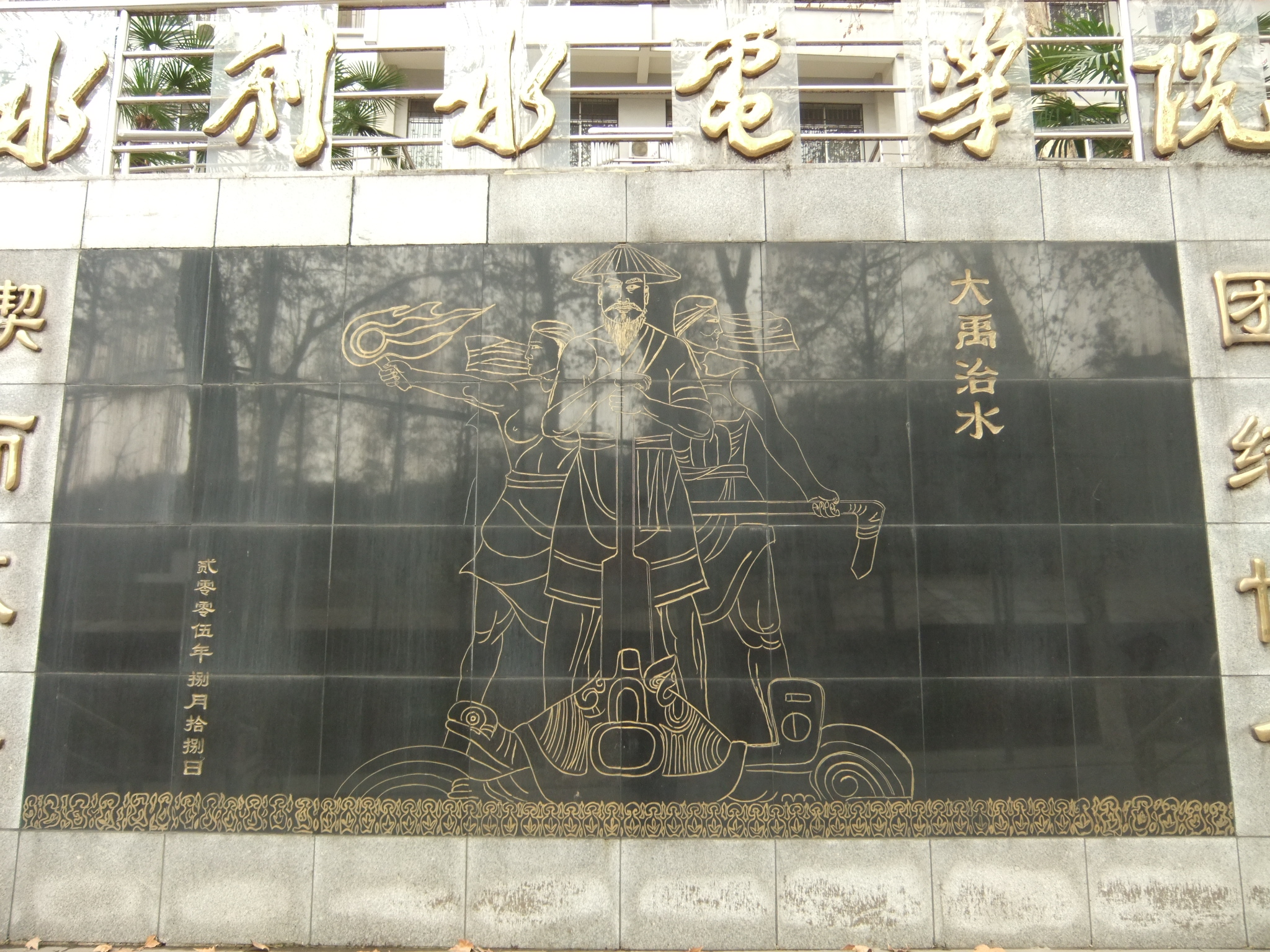
Юй великий со своей верной черепахой борется с наводнением во главе лучших представителей китайского народа. Рельеф у Национальной лаборатории водных ресурсов и гидроэнергетики, Уханьский университет (2005)

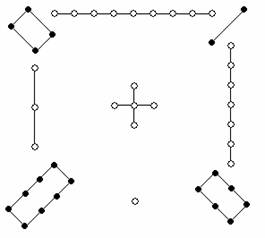
Магический квадрат «Лошу», который Юй Великий узрел на черепахе, явившейся из реки Ло

Одна из ключевых фигур китайской мифологии — Юй Великий, легендарный основатель первой китайской династии Ся,
известный в первую очередь своей титанической работой по борьбе со всекитайским наводнением (задача, нередкая для Китая — Нюйве тоже ведь пришлось над этим поработать!) и созданию известной нам топографии Китая.
Согласно версии легенды об этом процессе, содержащейся в трактате «Забытые истории» («Ши-и Цзи») даоса IV в. Ван Цзя (Wang Jia),
Юю в его трудах помогали Жёлтый дракон (黃龍) и Чёрная черепаха (玄龜). Дракон двигался впереди Юя, роя каналы своим хвостом, а черепаха плыла за его лодкой, перевозя волшебное вещество «сижан» (息壤, xīrǎng), при помощи которого Юй создавал горы и возвышенности, формирующие ныне географию Китая. По одной из версий легенды, черепаха была посланцем божества Жёлтой реки, и на её пластроне были высечены иероглифы с названиями всех гор и рек Китая. Когда работа по созданию какого-либо географического объекта была завершена, Великий Юй при посредстве этой же черепахи оттискивал на нём соответствующее название.

Фу Си с Восемью Триграммами и черепахой

По другой легенде, тому же Великому Юю однажды явилась из вод реки Ло (Лохэ, Luo) «волшебная черепаха» (神龟), на панцире которой были нанесены знаки, которые стали известны как магический квадрат «лошу» (洛书, Luoshu, «письмена [реки] Ло»). Лошу упоминается уже в «Книге Перемен» и «Аналектах» конфуцианского канона, но его конкретная форма дошла до нас лишь в работах мастера фэн шуй XII в. Цай Юуаньдина (Cai Yuanding). Эти «письмена [из реки] Ло» часто упоминаются рядом со «Схемой [из Жёлтой] реки» (河图, «хэту») — набором триграмм, которые Фу Си увидел на «лошади-драконе» (龙马, Longma), вышедшем из Жёлтой реки; существует традиция, по которой это существо тоже представляется в виде черепахи.

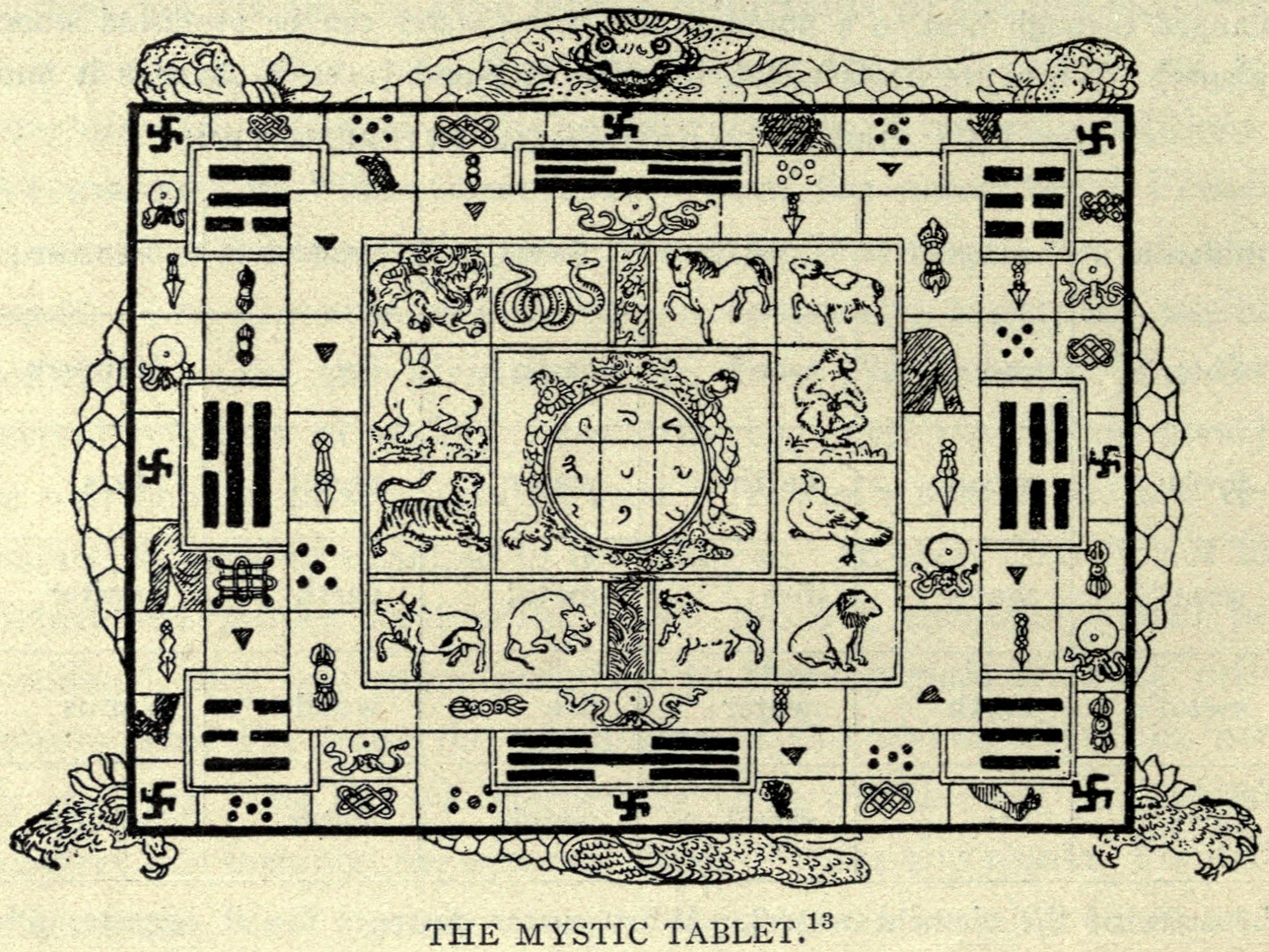
Тибетская диаграмма, представляющая 8 триграмм и знаки китайского зодиака на большой черепахе, а на ней — меньшую черепаху с квадратом лошу

## Черепаха и дракон
В представлении многих древних китайских авторов, черепаха состояла в родстве с драконом. К примеру, во II в. до н. э. Восемь хуайнаньских мудрецов писали:

Из водяной пучины панцирных существ родился первый дракон. От первого дракон родилась тёмная большая морская черепаха (сюань юань). От тёмной большой морской черепахи родилась божественная черепаха (лин гуй). От божественной черепахи народились обыкновенные черепахи. В общем, панцирные существа происходят от обыкновенных черепах.

## Гадание на черепаховых панцирях

Иероглиф 龟 («черепаха»), в той форме, в какой он писался на панцирях самих черепах при гадании

По мнению ряда исследователей, именно форма черепахи как модели мира сделал её панцирь излюбленным материалом для гадания.
Будучи плоским, и более удобным для письма, для гадания использовался пластрон — нижний щит панциря, являющий собой образ земли. Хотя лопатки крупного рогатого скота также использовались как гадательные кости, общее название гадания, появляющееся повсеместно в древнекитайской литературе, именно «гуйцэ» (龜策), то есть гадание на черепахах (龜, «гуй»).
Обычай гадания на костях и черепашьих панцирях предположительно в IV тыс. до н. э. на основе ещё более древних обычаев приносить животных в жертву духам предков, что создало предпосылки для «чтения» трещин, сделанных на костях жертвенным огнём, и достиг своего полного развития к поздней шанской эпохе.
В древней китайской литературе нередко упоминются «волшебные» (или «священные», «божественные») черепахи (神龜, «шэнь гуй»), гадание на панцирях которых дает особо хорошие результаты.
Согласно историям (мифического) древнего императора Яо, народ Юэшан (越裳, вьетн. Вьеттхыонг), живший в Юго-восточной Азии, поднёс ему в дар такую волшебную черепаху, на панцире которой была написана история мира начиная с его сотворения (кит. трад. 龜曆, упр. 龟历, „гуйли“, букв. „черепаховая история“)

.
Археологи, кстати, подтверждают, что черепах действительно доставляли в качестве дани ещё шанским правителям — при этом среди них были и представители видов, которые водятся не ближе Бирмы!
Черепаха многократно упоминается в конфуцианском каноне, также, как правило, в связи с её ролью в гадании. В рекомендациях по организации жертвоприношений династии Чжоу Конфуций неоднократно рекомендует возлагать черепаху пред всеми другими дарами, ибо она знает будущее.
Сыма Цянь посвятил одну из глав „Исторических записок“ гадальщикам на черепахах.
Представление о черепахе как носителе знаний отразилось на названии энциклопедии «Цэ фу юань гуй» (кит. 冊府元龜, Большая черепаха дворцовой библиотеки), последней из „Четырёх великих книг эпохи Сун“ (1013).

## Небесные черепахи

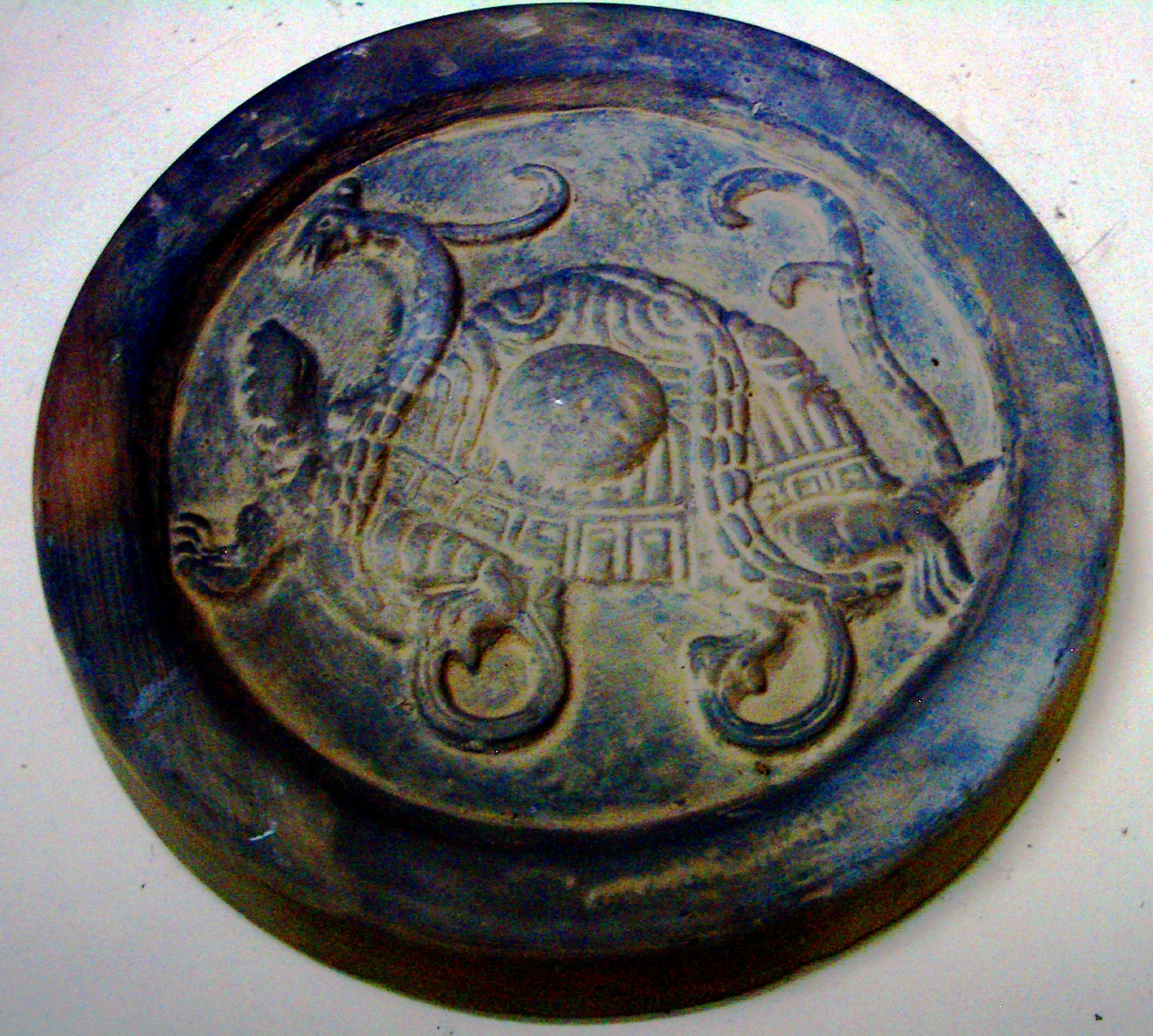
„Чёрная черепаха“ в пекинской обсерватории

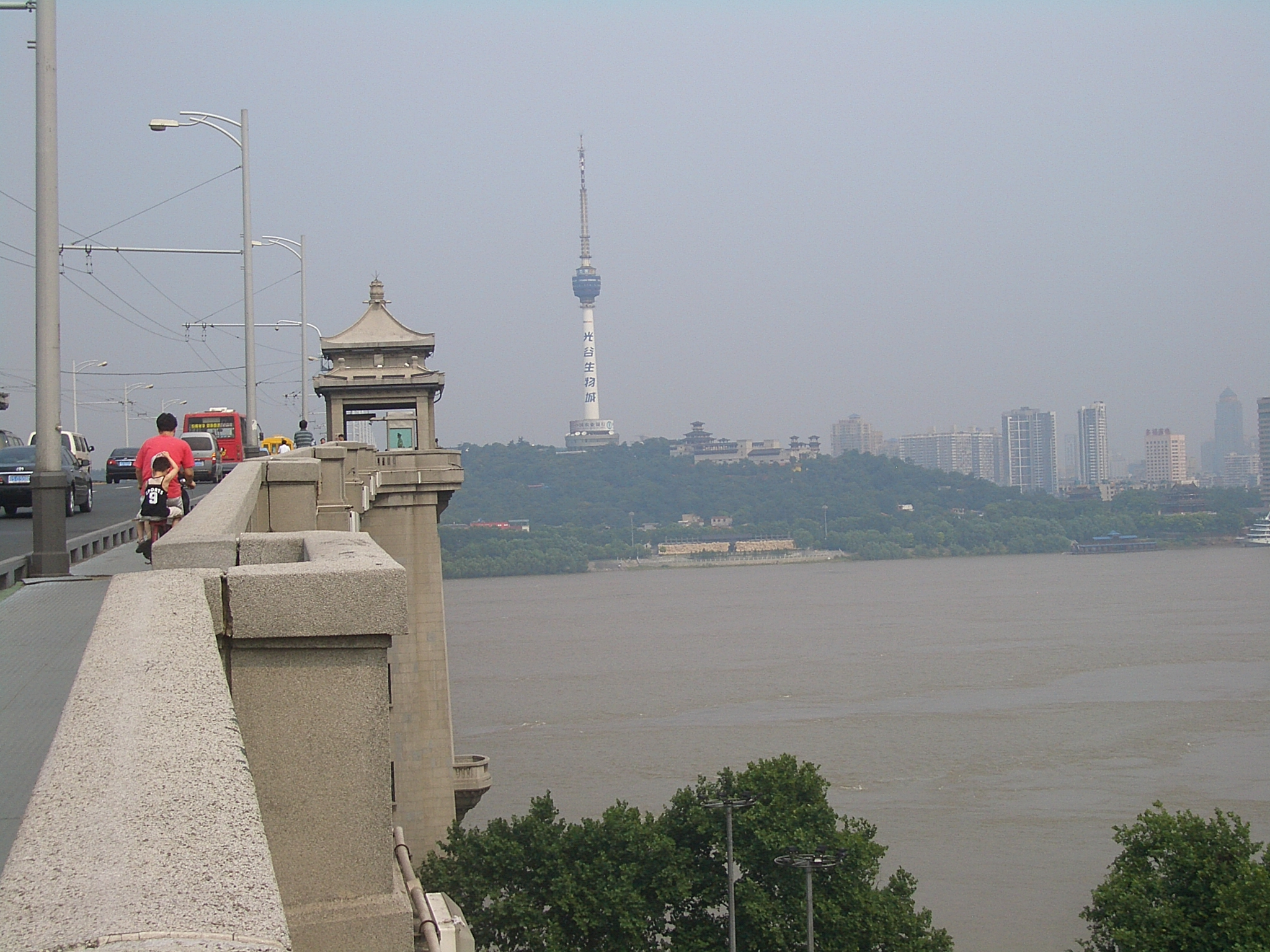
Вид на Черепашью гору (Гуйшань) на левом берегу Янцзы в Ухане

Сюаньу — чёрная черепаха севера

## Биси — носитель стел
Мифологическая значимость черепахи — её форма, подобная Вселенной, её легендарная долговечность, её таинственная связь с миром богов — рано привлекли к её образу строителей надгробных сооружений. Уже в VI в. надгробные комплексы правителей династии Лян включают стелы, установленные на каменных черепахах. Такие черепахи, несущие стелы, получили название биси.
При захоронении деятелей, которые не могли себе позволить полноразмерную черепаху-биси в качестве надгробного монумента, или кому она не была положена по рангу, небольшая каменная черепашка могла служить опорой для миниатюрной стелы (таблички) c эпитафией, спрятанной внутри гробницы (так называемая „мучжи“, 墓志). Существовала и довольно редкая форма „мучжи“ без стелы как таковой; в этом случае эпитафия могла быть написана прямо на черепахе.

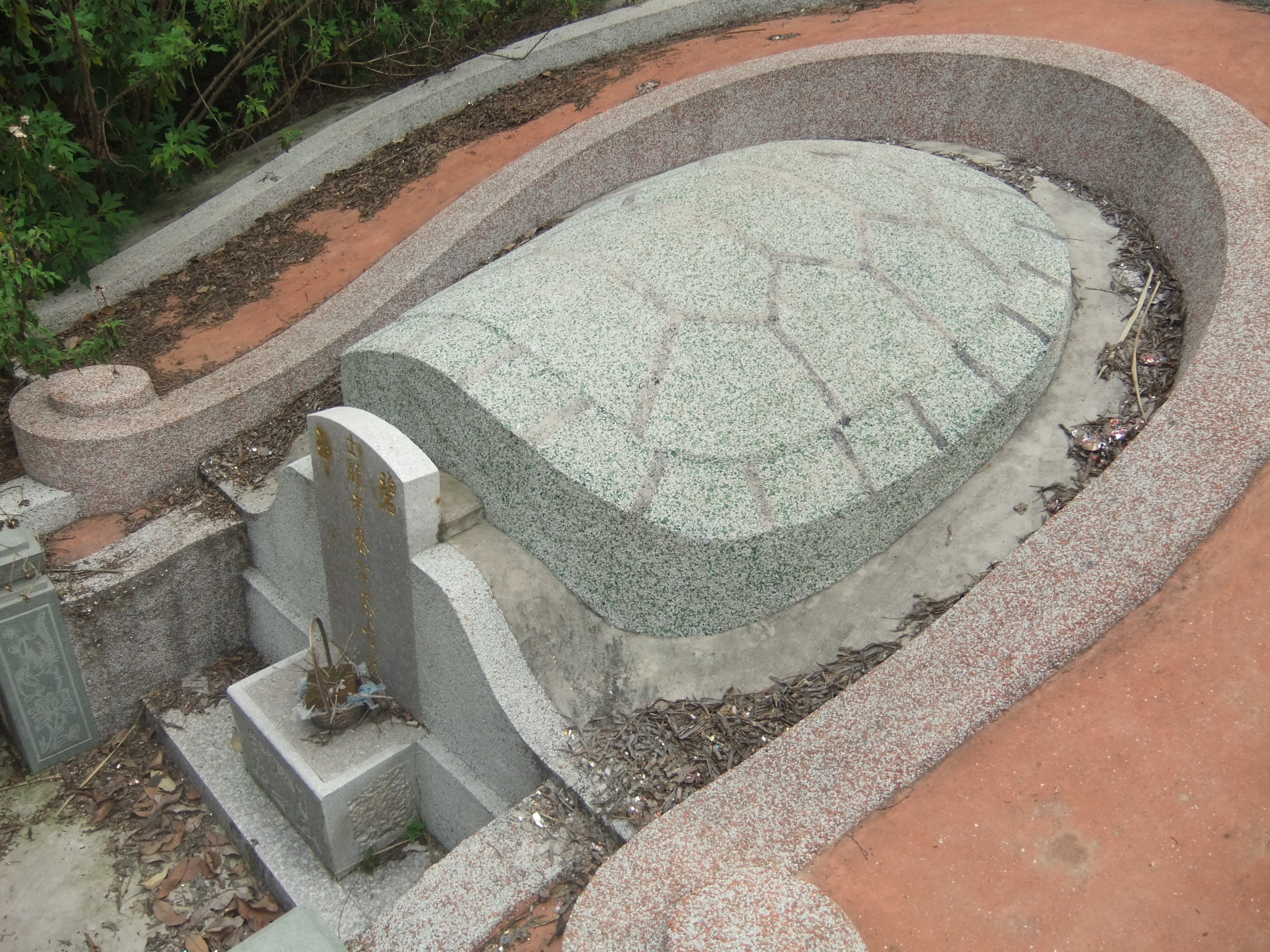
Типичное „черепаховое надгробие“ в Цюаньчжоу

Интересная ассоциация черепах с погребениями развилась в приморских районах провинции Фуцзянь (Сямынь, Цюаньчжоу). Там существует традиция сооружать сами надгробия в виде черепашьих панцирей. Часто утверждалось, что этот обычай связан с долголетием черепах, и призван обеспечивать многие годы жизни потомкам похороненного. Как полагал де Гроот, могло играть роль и желание поместить могилу под покровительство небесного воина Сюаньу.
Впоследствии черепахи-биси стали поддерживать не только надгробные стелы, но и другие стелы, установленные, как правило, в честь важных событий — от проведения гидротехнических работ под Пекином под руководством императоров Канси и Цяньлуна до годовщины победы во Второй мировой войне.
В течение многовекового развития традиции, облик самих биси также претерпевал изменения. Они сохраняли черепаший панцирь, но их головы и лапы нередко делали их всё более похожими на драконов.

## Журавль и черепаха

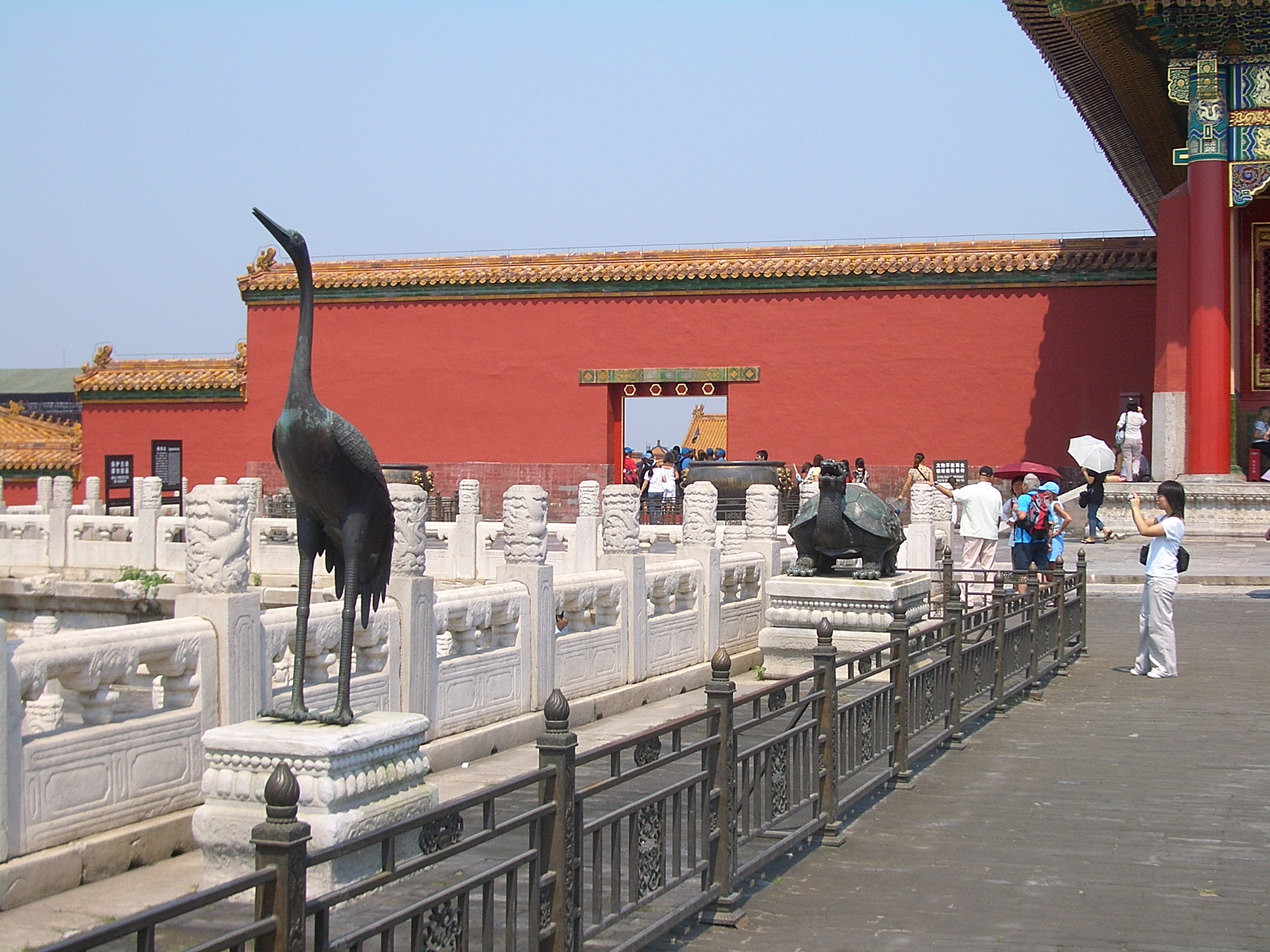
Журавль и черепаха в Запретном городе

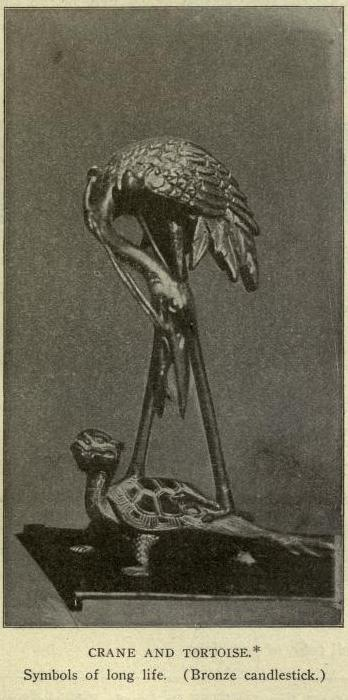
Подсвечник „Журавль и черепаха“, до 1907 г. За черепахой тянутся водоросли или мох. Сюжет журавля, стоящего на черепахе, популярен в современном монументальном искусстве

Черепахе и журавлю часто приписывается легендарное долголетие. По этой причине часто нередко можно увидеть этих двух существ вместе в живописи, скульптуре и произведениях декоративно-прикладного искусства как Китая, так и других стран Дальнего Востока, в качестве пожелания долгих лет жизни (напр., лицу, которому данное произведение преподнесено в подарок).
В Японии сюжет „журавль и черепаха“ известен как „цурукамэ“ (鶴亀, tsurukame), по японскому чтению соответствующих иероглифов. „Цурукамэ“ стал темой или названием японских музыкальных произведений, танца, и даже пьесы театра но (пьеса «Цурукамэ», (яп. 鶴亀)).
Одна из наиболее известных скульптурных композиций на тему „журавль и черепаха“ — статуи (отдельные) черепахи и журавля в пекинском Запретном городе; однако современные скульпторы, кажется предочитают ставить журавля на черепаху, как на пьедестал.

Такие композиции встречаются на поздравительных открытках и конвертах для денежных подарков (особенно ко дню рождения), сувенирных медалях,
постельных принадлежностях и японских вышитых платках «фукуса», и даже в мастерстве резчика по арбузу (вероятно, украшающего своими творениями банкеты).
Интересно, что в 1963 г. африканская республика Мали также выпустила марку с журавлем и черепахой.

## Черепаха в современномфэншуй

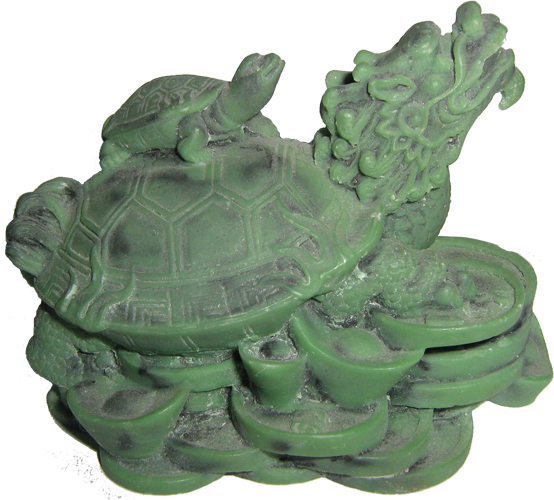
Типичный современный сувенир, изображающий «драконочерепаху» (в стиле статуй (биси и пр.) цинской эпохи) на груде монет и юаньбао. Натурализм добавляется помещением реалистично выполненной маленькой черепашки на спину «драконочерепахи»

Символика черепахи как одного из «четырёх мудрых существ» (сы лин) древности сохранила популярность среди современных поклонников фэншуй.

Разнообразные статуэтки, изображающиеся черепаху (как правило, в «драконоглавном» исполнении, которое с цинской эпохи стала характерна также для биси), можно приобрести в сувенирных лавках фэншуйной направленности.

## Зеленовласая черепаха

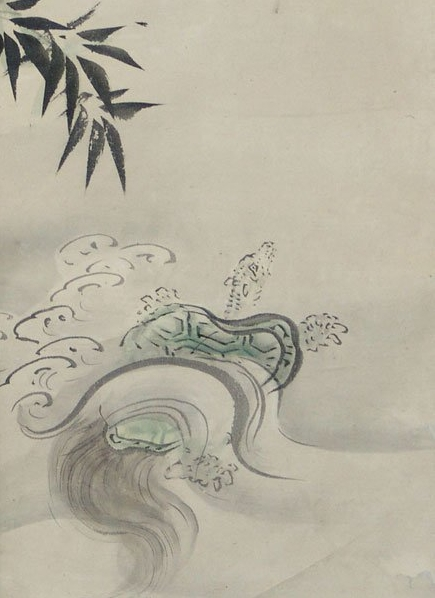
Миногамэ в японской живописи

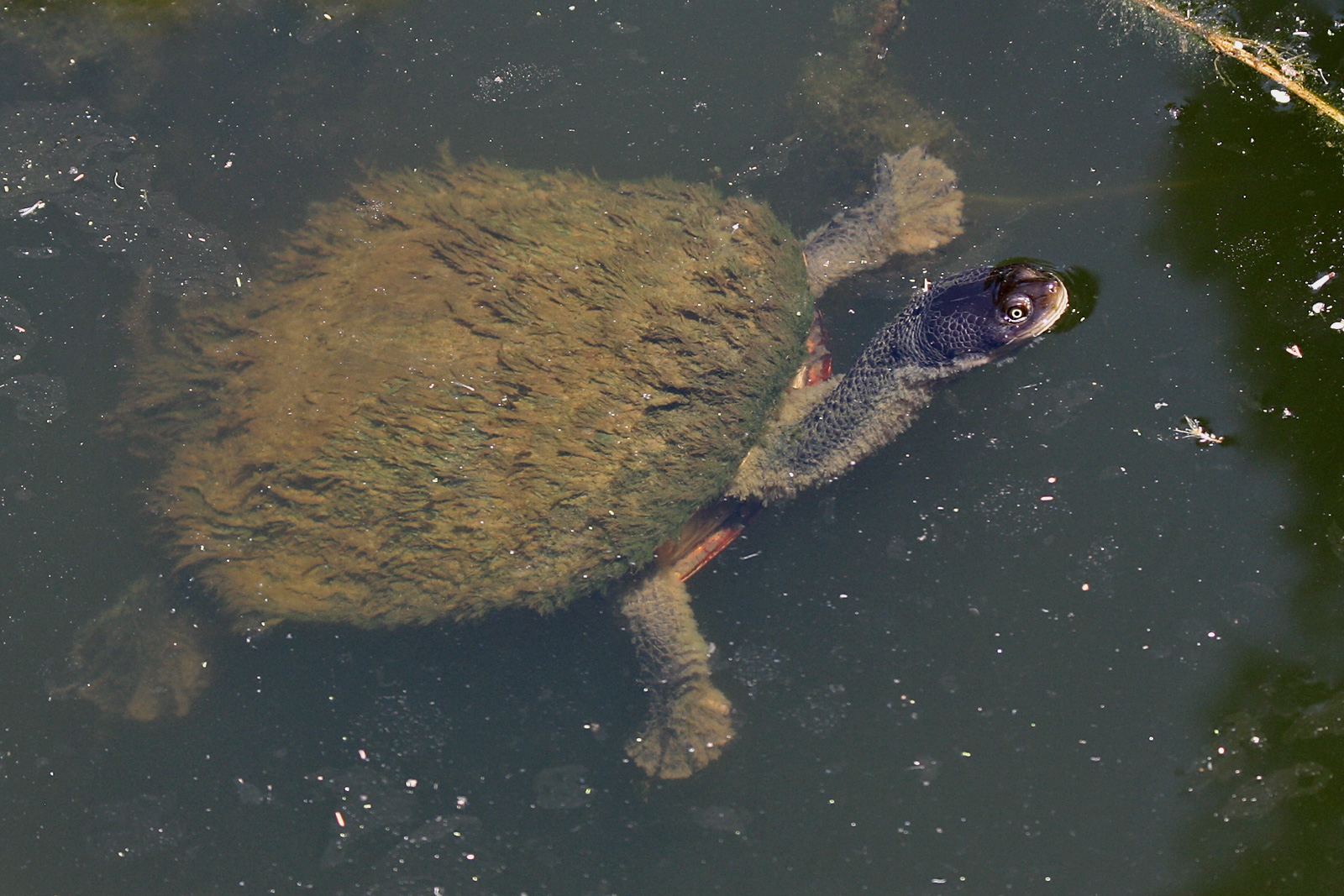
Австралийская длинношеяя черепаха Chelodina longicollis, обросшая водорослями в природных условиях. В эстетическом отношении её облик значительно уступает многим особям, любовно выращенным китайскими аквариумистами.

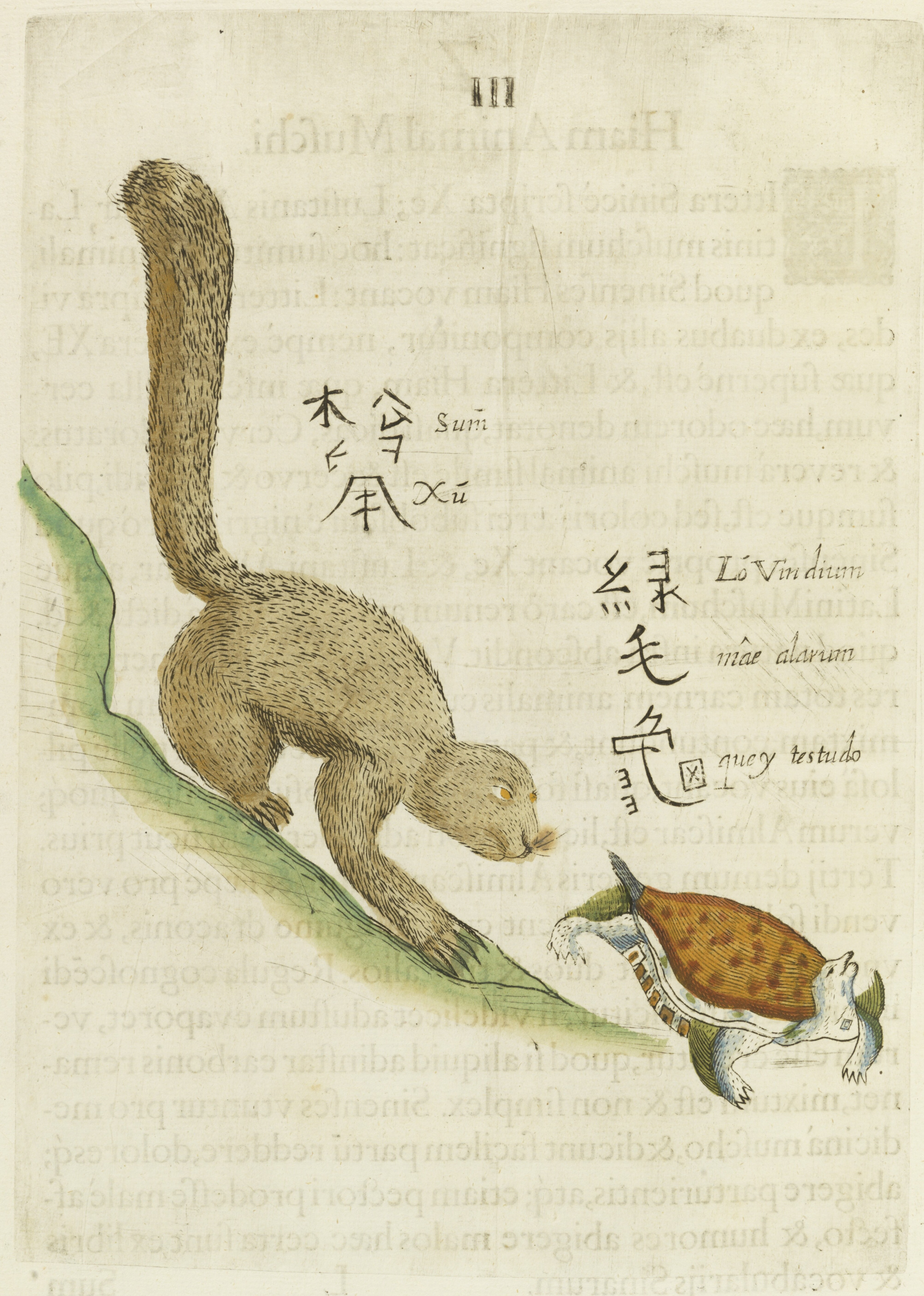
Китайская белка гонится за зеленовласой черепахой. Зарисовка польского иезуита Михала Бойма (XVII в)

Как в Китае, так и в Японии издревле пользовались уважением черепахи, обросшие водорослями. В Китае такая особь известна как «зеленовласая черепаха» (绿毛龟, «люймао гуй»), в Японии — как «черепаха в плаще из травы» (яп. 蓑亀, миногамэ).
«Миногамэ» — типичный сюжет в японском искусстве, иногда описываемый иностранцами как «черепаха с пушистым хвостом».
Среди китайских аквариумистов существует увлечение «воспитанием» таких зеленовласых черепах — искусством, сочетающим содержание черепахи как домашнего животного и аквариумное растениеводство.
В китайской литературе по аквариумистике уделяется внимание классификации разных типов водорослевого покрытия на панцире, лапах и голове животного, и созданию благоприятных условий для его правильного развития.

## В традиционной китайской медицине

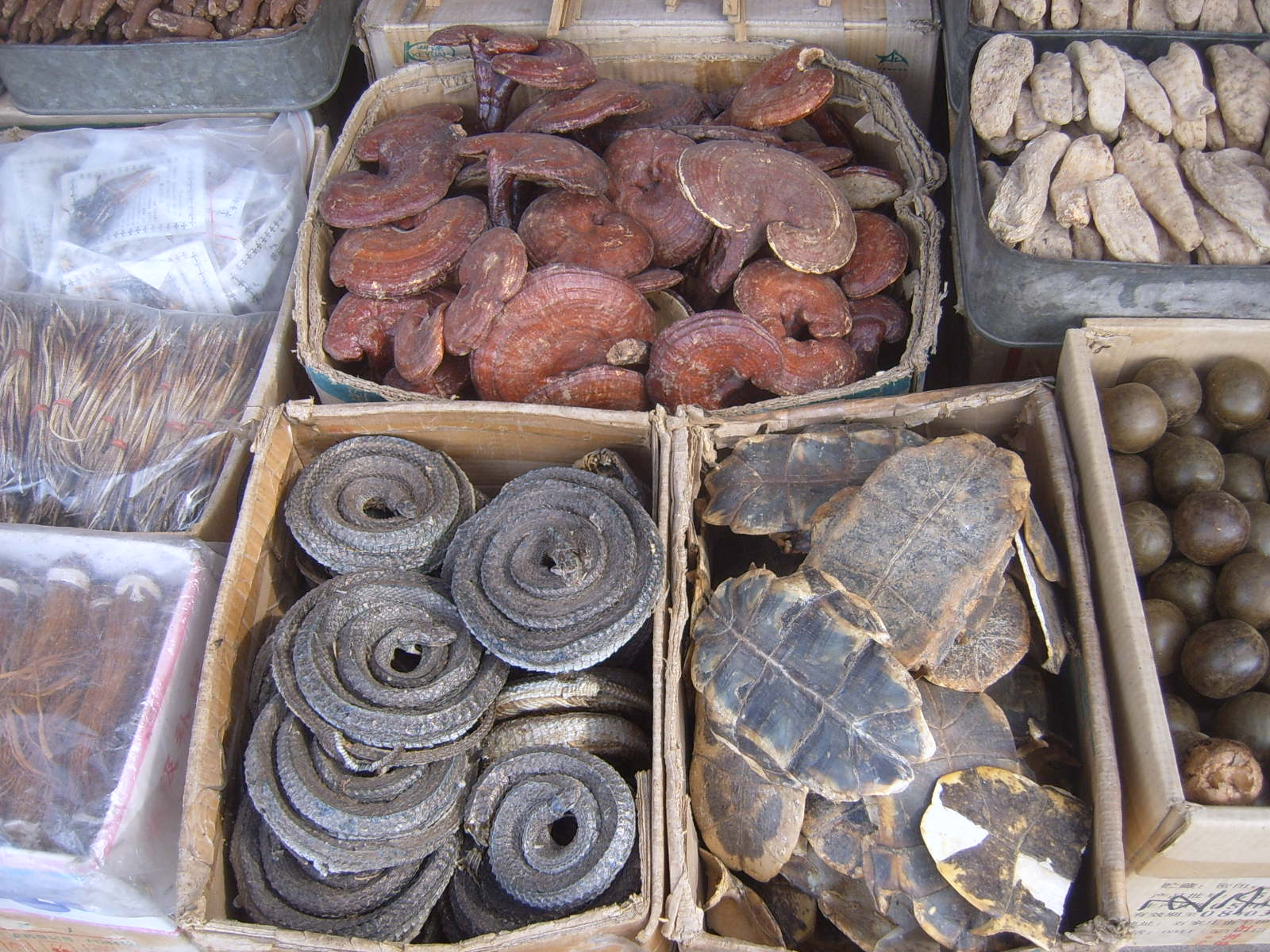
Пластроны черепах среди других фармацевтических ингредиентов на рынке в Сиане

Уже на рубеже нашей эры среди фантастических созданий, упоминаемых в популярном бестиарии «Шань хай цзин», мы встречаем черепаху с головой птицы и хвостом змеи, ношение которой (как талисман?) предохраняет ог глухоты и мозолей.

А в реке Ишуй водится трехногая черепаха (三足龟, саньцзу гуй), употребление которой в пищу защищает от болезней, и в частности опухолей;
мясо же трехногой мягкотелой черепхи (三足鳖, саньцзу бе) из реки Цуншуй защищает от порчи.
Другая черепаха, с белым телом и красной головой, защищает от огня.
Мясо реальных черепах и их панцири уже более двух тысячелетий используются в традиционной китайской медицине. В частности, желе, приготовляемое на основе перетёртого в порошок черепашьего панциря и лекарственных трав, и известное, в одном из вариантов, как гуйлингао (guilinggao), сохраняет популярность и по сей день.

## Мифологема трёхногости
Вышеупомянутый мотив трёхногой черепахи из реки И перекликается с другими подобными понятиями: трёхногая черепаха би 賁 (bì, fén), ядовитая трёхногая черепаха ю 蜮 (yù). Примечательно, что аналогичная морфология приписывалась также ворону и жабе, символизирующим солнце и луну в мифологии эп. Хань.

## Аналоги в европейском искусстве

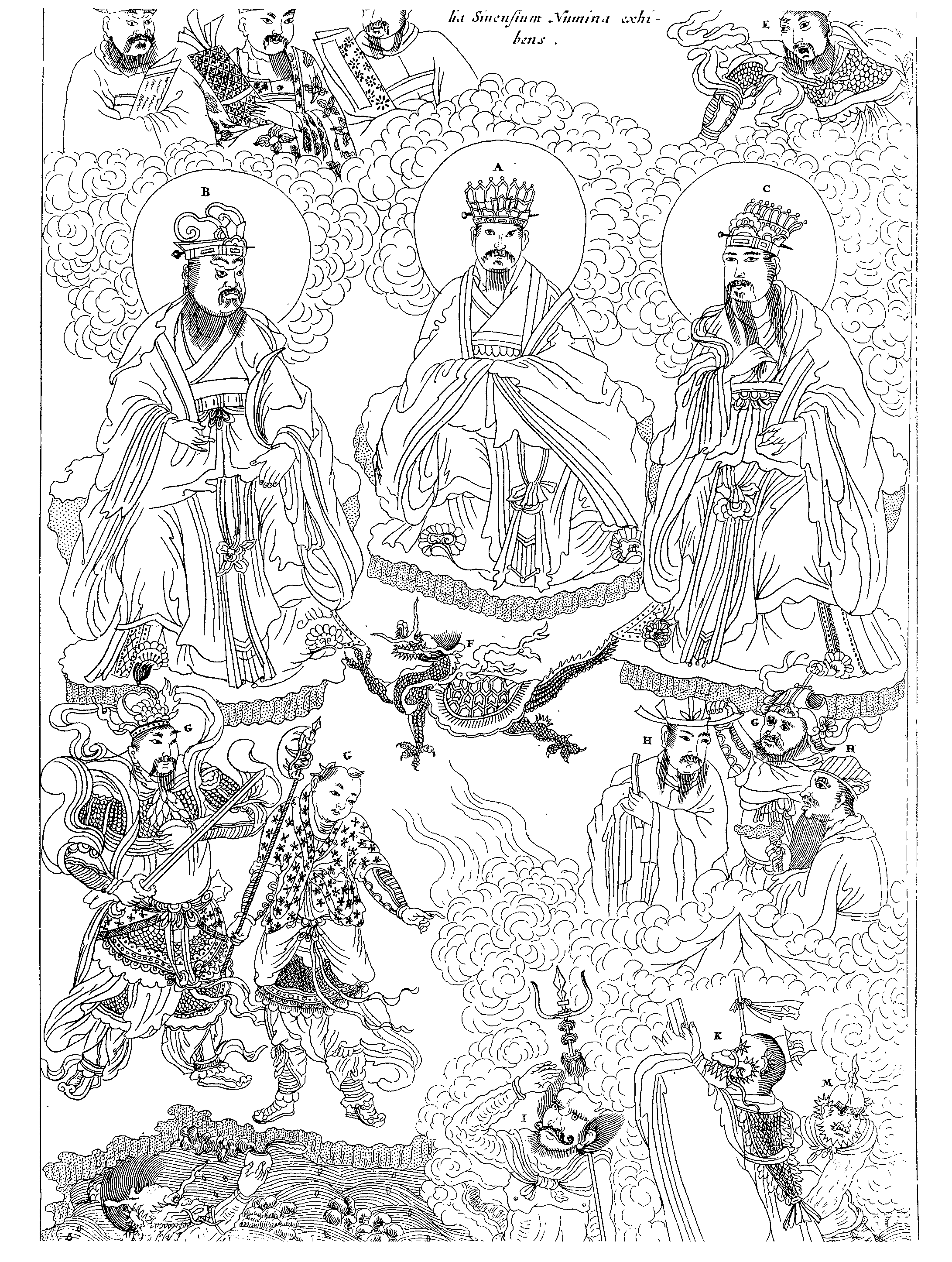

Европейские картографы прошлого иногда рисовали «драконочерепаху» вместе с прочими фантастическими существами на неизведанных землях (см. «Здесь водятся драконы»). Хотя европейская публика была ознакомлена с китайским мотивом драконоглавой черепахи (или, в данном случае, скорее дракона с черепашьим панцирем) уже Афанасием Кирхером в его «China Illustrata» (1667), его прямое влияние на европейских художников и картографов сомнительно.

## В современной культуре
- В ролевой системе D&D (а именно, в Дракономиконе) описан монстр драконочерепаха (Dragon turtle).

## См. также

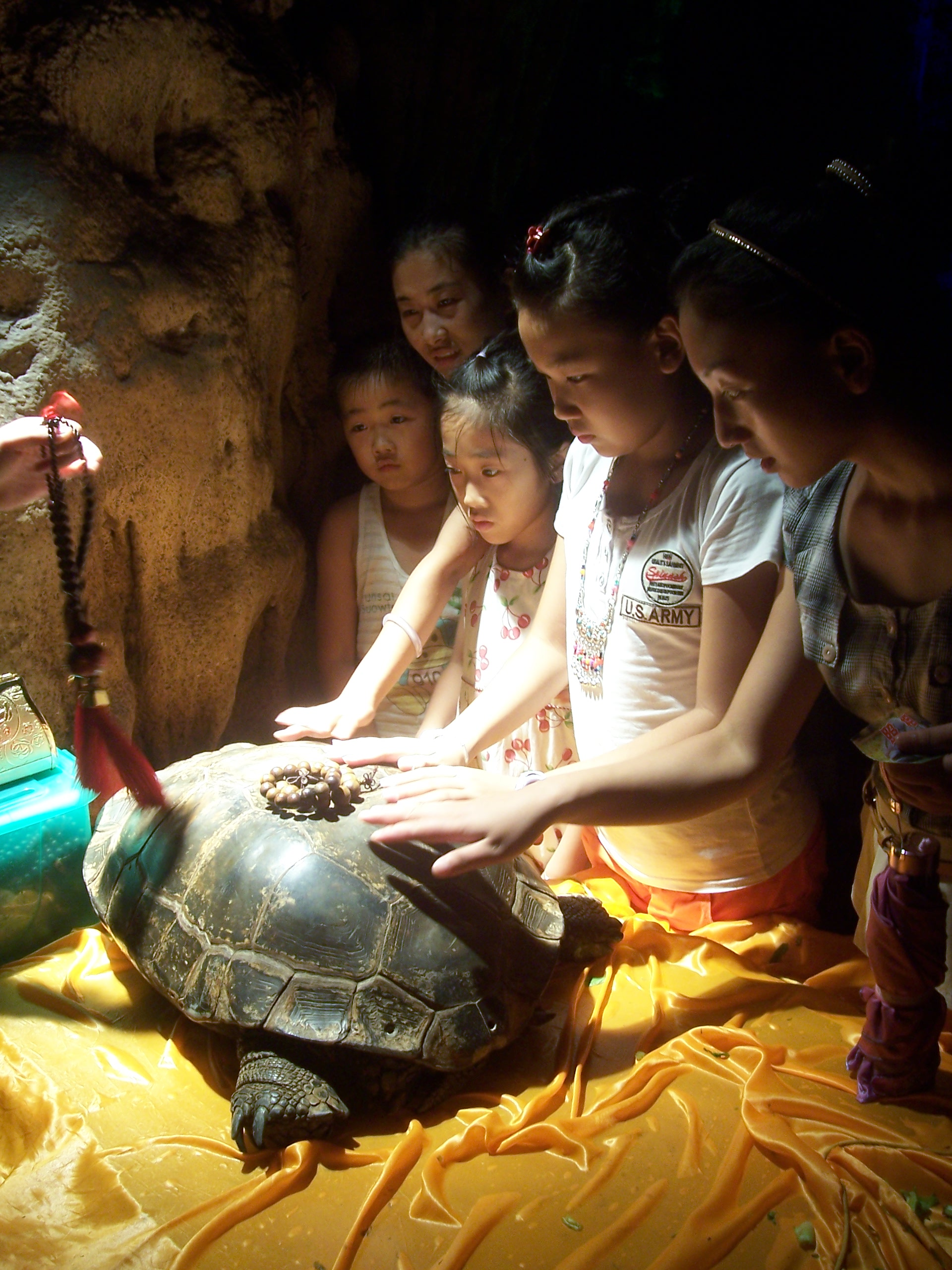
Посещение священной чепепахи в пещерной кумирне (пров. Гуанси)